# 平野賢一
平野 賢一（ひらの けんいち、1964年10月23日 - ）は、元京都放送（KBS京都）アナウンサー。
血液型はAB型。
大阪府立池田高等学校、京都教育大学卒業後、1989年に同局入社。ニュース・情報番組、競馬中継、ラジオDJ等で活躍したが、同局が会社更生法の適用を受けて間もなく1995年4月をもってKBS京都を退職した。
その後はフリーアナウンサーとして、ホリイプランニング堀井哲朗事務所などに所属し、古巣KBS京都のほか、ラジオ大阪・サンテレビ・奈良テレビ・びわ湖放送・瀬戸内海放送・三重テレビ等に出演する一方、予備校講師を務めた。
2001年をもってメディアからは引退した。現在は近畿大学附属豊岡高等学校・中学校を経て、近畿大学附属高等学校・中学校に教員として勤務。その後近畿大学附属豊岡高等学校・中学校に戻り放送同好会をつくり、その後放送部となって顧問を務めている。元局アナが放送部顧問を務めるケースは極めてレアである。授業では面白い話をし生徒から厚い信頼を得ている。

## かつての担当番組
テレビ
- タイムリー10（土・日キャスター）
- エリアジャーナル（金キャスター）
- スーパータイムリー930（リポーター）
- 競馬中継
- 競輪中継
- 京都まつり中継
- 当たれ当たれ!宝くじ（近畿宝くじテレビ抽選会）
- 女子高生放課後ひらりん隊

ラジオ
- 和泉修のひまじん倶楽部
- 和泉修のスポーツデスマッチ
- 目指せキャンパス！ナシオ塾
- アプロアナイト24時
- おはようミュージック
- サンデーおたく天国
- ミュージックアラカルト